# Estación Rauch
Rauch es una estación ferroviaria ubicada en el Partido de Rauch, en la Provincia de Buenos Aires, Argentina. F1

## Servicios
Es una estación del ramal perteneciente al Ferrocarril General Roca, desde la estación Las Flores, hasta la estación Tandil.
Hasta fines de los años 90 existió el tren "Brisas del Mar" que unía, al menos tres veces por semana, Constitución, Monte, Las Flores, Rauch, Tandil, Lobería y Quequén.
Desde 2012 hasta el 30 de junio de 2016 se prestó un servicio de pasajeros entre la Estación Constitución y la Estación Tandil.
Sus vías están concesionadas a la empresa privada de cargas Ferrosur Roca.

## Ubicación
Se ubica en la localidad homónima, en el Partido de Rauch.

## Galería de Imágenes

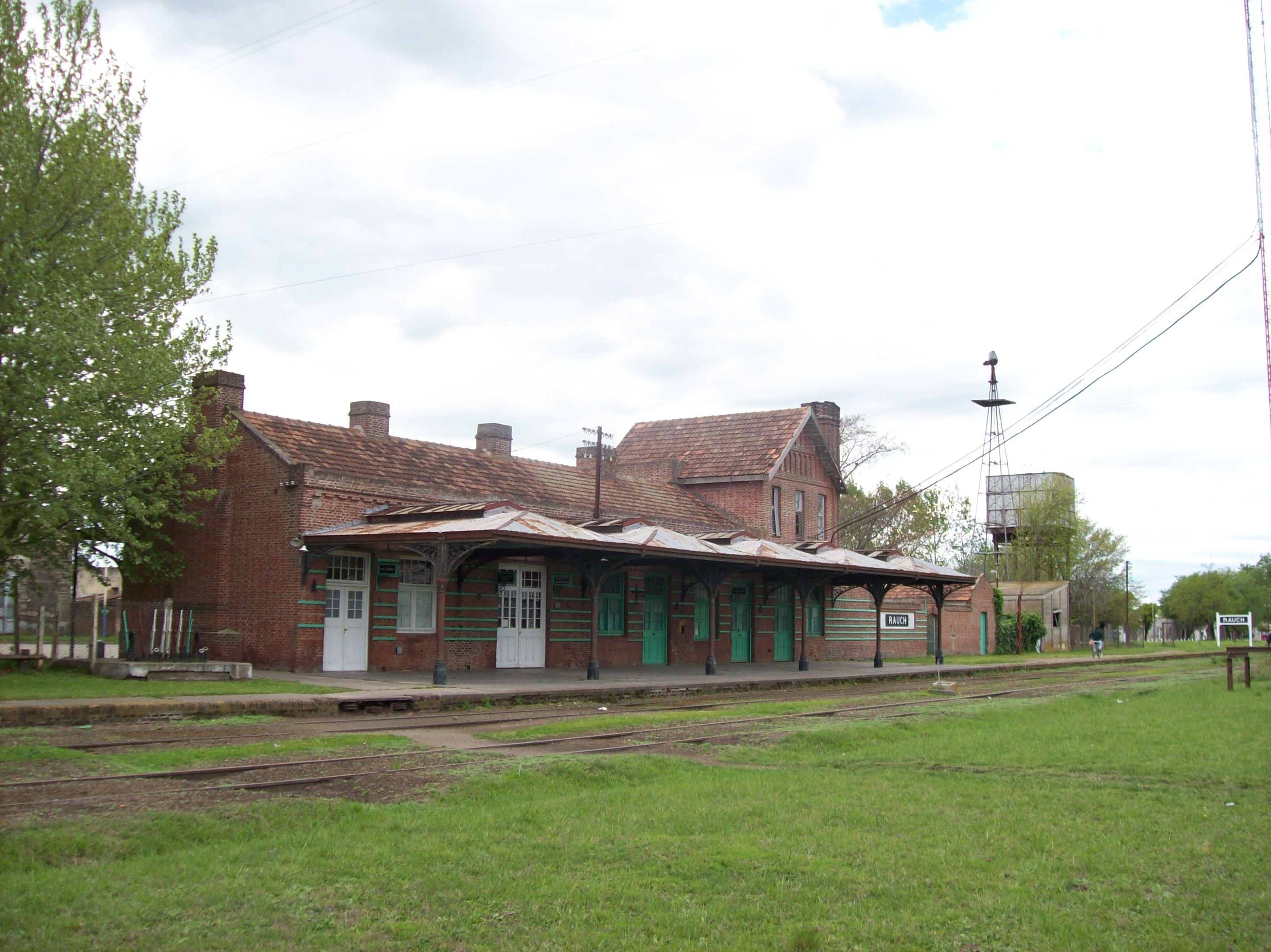
Otra Vista del Andén
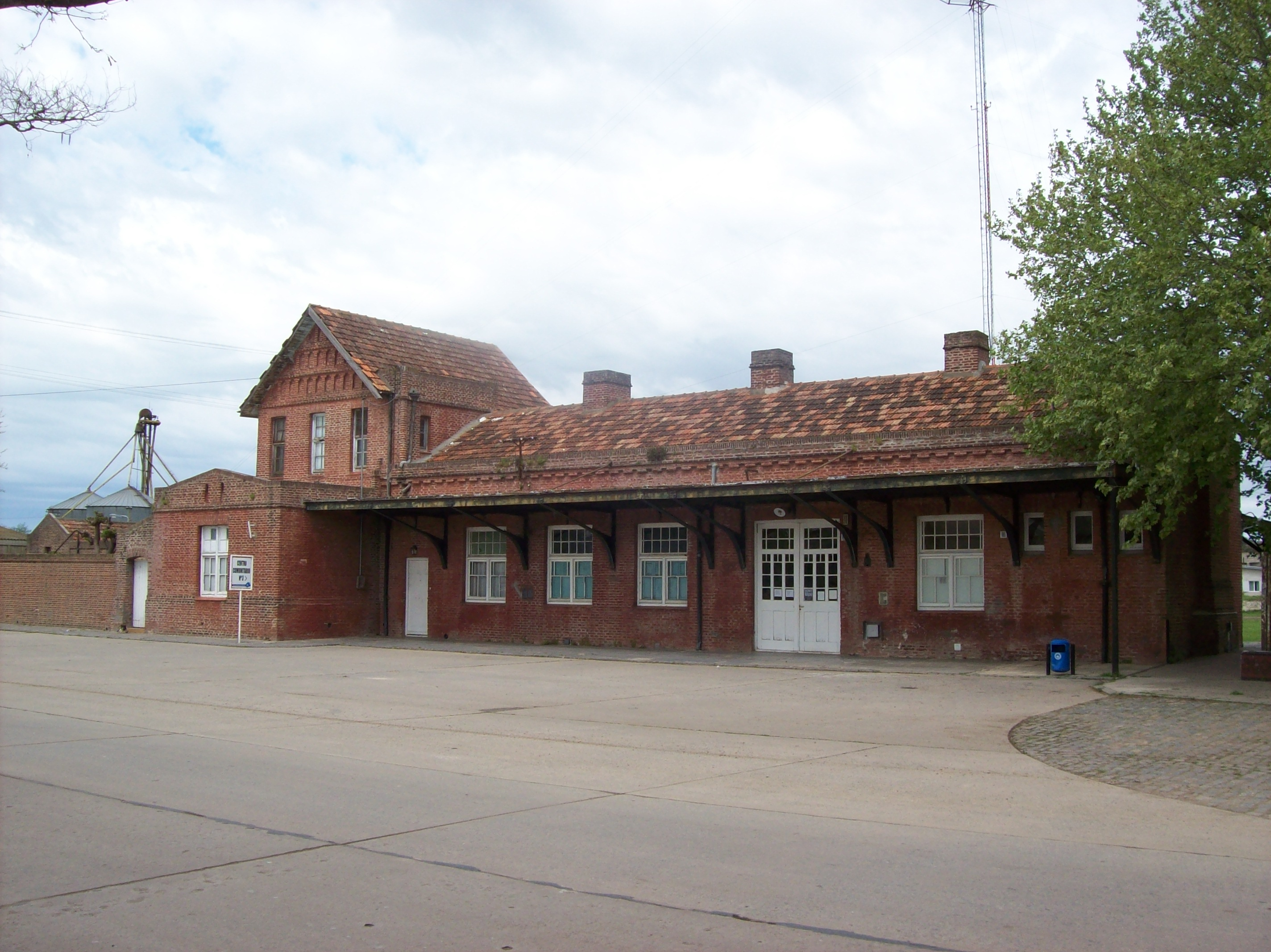
Frente de la Estación